# بريثفيراج سوكوماران
بريثفيراج سوكوماران (مواليد 16 أكتوبر 1982) هو ممثل، مخرج ومنتج هندي يمثل بشكل رئيسي في السينما المالايالامية. شارك في أكثر من 100 فيلم وحصل على العديد من الجوائز.

## أعمال
- فيلم حياة الماعز، بدور البطولة: نجيب

## روابط خارجية
- برتوي راج سكمارن على موقع IMDb (الإنجليزية)
- برتوي راج سكمارن على موقع روتن توميتوز (الإنجليزية)
- برتوي راج سكمارن على موقع ألو سيني (الفرنسية)
- برتوي راج سكمارن على موقع ميوزك برينز (الإنجليزية)
- برتوي راج سكمارن على موقع أول موفي (الإنجليزية)
- برتوي راج سكمارن على موقع قاعدة بيانات الفيلم (الإنجليزية)
- برتوي راج سكمارن على موقع كينوبويسك (الروسية)